# میک اتکین
میک اتکین (انگلیسی: Mick Atkin; ۱۴ فوریهٔ ۱۹۴۸ – ۱۵ ژانویه ۲۰۰۸ (age 59)) بازیکن فوتبال اهل بریتانیا بود.
از باشگاه‌هایی که در آن بازی کرده‌است می‌توان به باشگاه فوتبال گینزبورو ترینیتی و باشگاه فوتبال اسکانتورپ یونایتد اشاره کرد.